# زحمت‌آباد، جلیل‌آباد
زحمت‌آباد (به ترکی آذربایجانی: Zəhmətabad) یک منطقه مسکونی در جمهوری آذربایجان است که در شهرستان جلیل‌آباد واقع شده است. زحمت‌آباد ۵۸۹ نفر جمعیت دارد.